# XIII (Rage)
XIII è il decimo album del gruppo musicale power metal tedesco Rage, pubblicato nel 1998 dalla GUN Records.

## Il disco
Viene inaugurato con questo disco il periodo orchestrale dei Rage, che durerà fino all'album Welcome to the Other Side del 2001. Infatti ad accompagnare il gruppo lungo tutti i brani dell'album è la "Lingua Mortis Orchestra", che apporta al suono dei Rage elementi sinfonici e progressive.
L'idea di affiancare ai Rage un'orchestra risale all'album Lingua Mortis del 1996, in cui vengono ri-arrangiate per orchestra classica alcune canzoni dei Rage, suonate insieme alla "Symphonic Orchestra Prague". Da allora in poi i Rage hanno continuato a sviluppare questa, per loro, nuova esperienza, fino a quando, esaurite le possibilità compositive, hanno deciso di ritornare al vecchio sound che li ha resi molto noti in ambito heavy metal.
Fin dalla prima canzone, From the Cradle to the Grave, l'interazione fra l'orchestra e il gruppo è molto stretta, tanto da non riuscire più a distinguere tra di loro le due entità, che danno vita a un unico sound di forte presa, un perfetto mix di musica classica ed heavy metal.

## Le tracce
1. Overture (strumentale) - 01:56
2. From The Cradle To The Grave - 04:51
3. Days of December - 04:35
4. Sign of Heaven - 04:17
5. Incomplete - 05:10
6. Turn The Page - 05:02
7. Heartblood - 06:20
8. Over and Over - 03:47
9. In Vain (I Won't Go Down) - 05:19
10. Immortal Sin - 05:28
11. Paint It Black (Rolling Stones cover) - 04:32
12. Just Alone - 06:34
13. Another Wasted Day - 04:56 (Solo nella Digipack Edition)

## Formazione
- Peter "Peavy" Wagner - voce, basso
- Spiros Efthimiadis - chitarra
- Sven Fischer - chitarra
- Chris Efthimiadis - batteria